# SCO / ALBA
SCO / ALBA (od Scotland (engl.) / “Alba” (gal.)),  neslužbena međunarodna registracijska oznaka za cestovna vozila koju koristi Škotska (Ujedinjeno Kraljevstvo). Oznaka se upotrebljava u cestovnom prometu i mora biti nalijepljena na cestovnom vozilu prilikom ulaska u druge države. 
8. studenog 1968. godine u Beču je potvrđen "Međudržavni zakon o razvrstavanju prepoznatljivih oznaka", koji se naknadno dopunjavao nastankom novih država. 